# Heliconius erato
A Heliconius erato a rovarok (Insecta) osztályának lepkék (Lepidoptera) rendjébe, ezen belül a tarkalepkefélék (Nymphalidae) családjába és a helikonlepkék (Heliconiinae) alcsaládjába tartozó faj.

## Előfordulása
A Heliconius erato előfordulási területe Dél-Amerika északi részei. A mitokondriális DNS-vizsgálatok azt mutatják, hogy ez a lepkefaj körülbelül 2,8 millió éve jelent meg, valahol Dél-Amerika nyugati részén.

## Alfajai
Ennek a lepkefajnak számos alfaja van:
- Heliconius erato adana Turner, 1967
- Heliconius erato amalfreda Riffarth, 1901
- Heliconius erato amazona Staudinger, 1897
- Heliconius erato chestertonii Hewitson, 1872
- Heliconius erato colombina Staudinger, 1897
- Heliconius erato cruentus Lamas, 1998
- Heliconius erato cyrbia Godart, 1819
- Heliconius erato demophoon Ménétriés, 1855
- Heliconius erato dignus Stichel, 1923
- Heliconius erato emma Riffarth, 1901
- Heliconius erato erato (Linnaeus, 1758)[3]
- Heliconius erato estrella Bates, 1862
- Heliconius erato etylus Salvin, 1871
- Heliconius erato favorinus Hopffer, 1874
- Heliconius erato fuscombei Lamas, 1976
- Heliconius erato guarica Reakirt, 1868
- Heliconius erato hydara Hewitson, 1867
- Heliconius erato lativitta Butler, 1877
- Heliconius erato lichyi Brown & Fernández, 1985
- Heliconius erato magnifica Riffarth, 1900
- Heliconius erato microclea Kaye, 1907
- Heliconius erato notabilis Salvin & Godman, 1868
- Heliconius erato petiverana Doubleday, 1847
- Heliconius erato phyllis (Fabricius, 1775)
- Heliconius erato reductimacula Bryk, 1953
- Heliconius erato tobagoensis Barcant, 1982
- Heliconius erato venustus Salvin, 1871

## Megjelenése
Szárnyfesztávolsága 55–80 milliméter. Fekete szárnyain vörös és fehér sávok láthatók. Az elterjedési területén több más Heliconius-fajjal is összetéveszthető.

## Életmódja
Az imágó virágporral és nektárral táplálkozik, emiatt eléggé hosszú életű - néhány hónap. A felnőttek éjszaka csoportosan, ugyanarra a helyre gyűlnek össze pihenni. Az eddigi kutatások szerint ez a lepkefaj gyakorinak tűnik.

## Képek

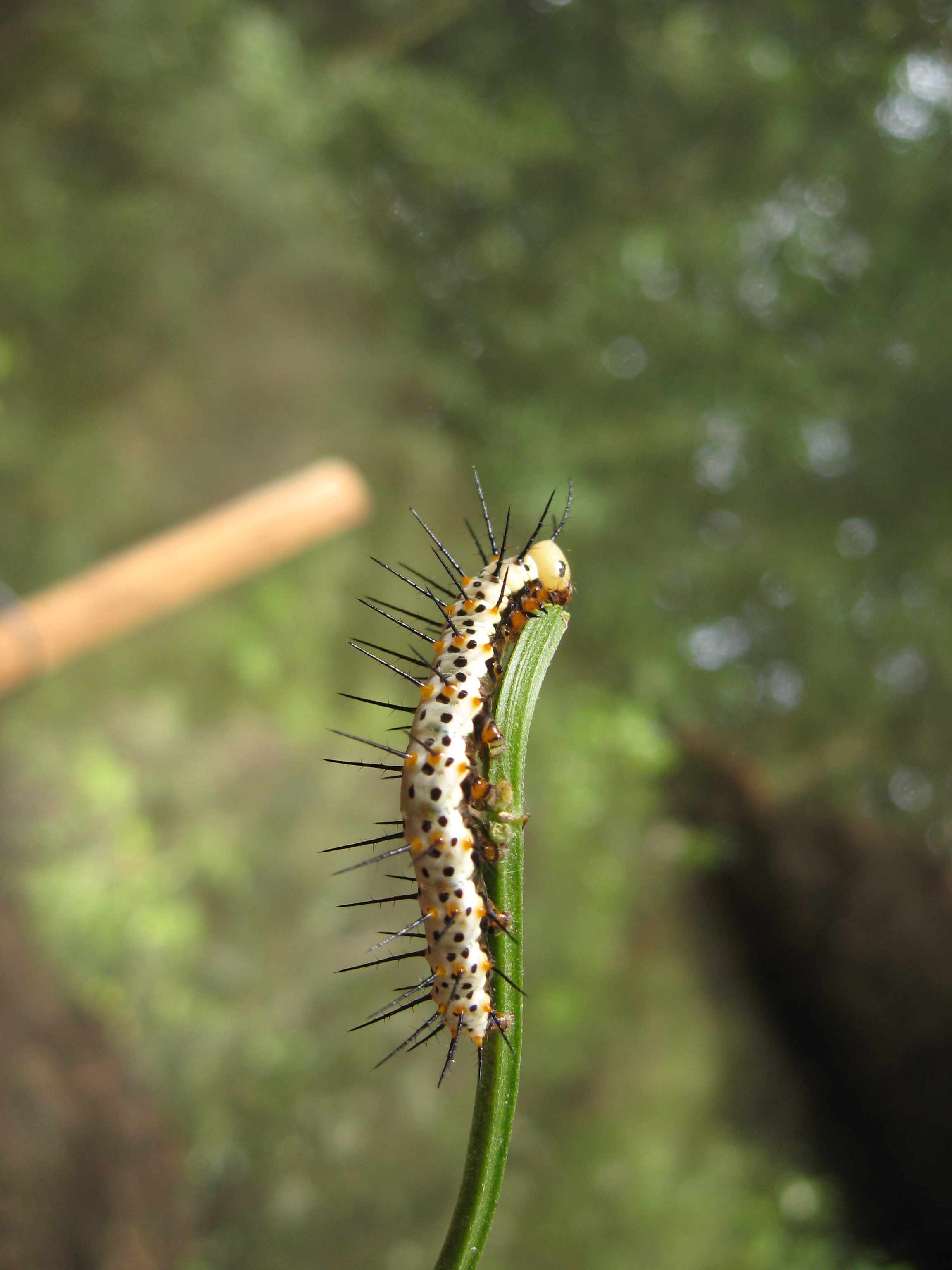
Hernyója
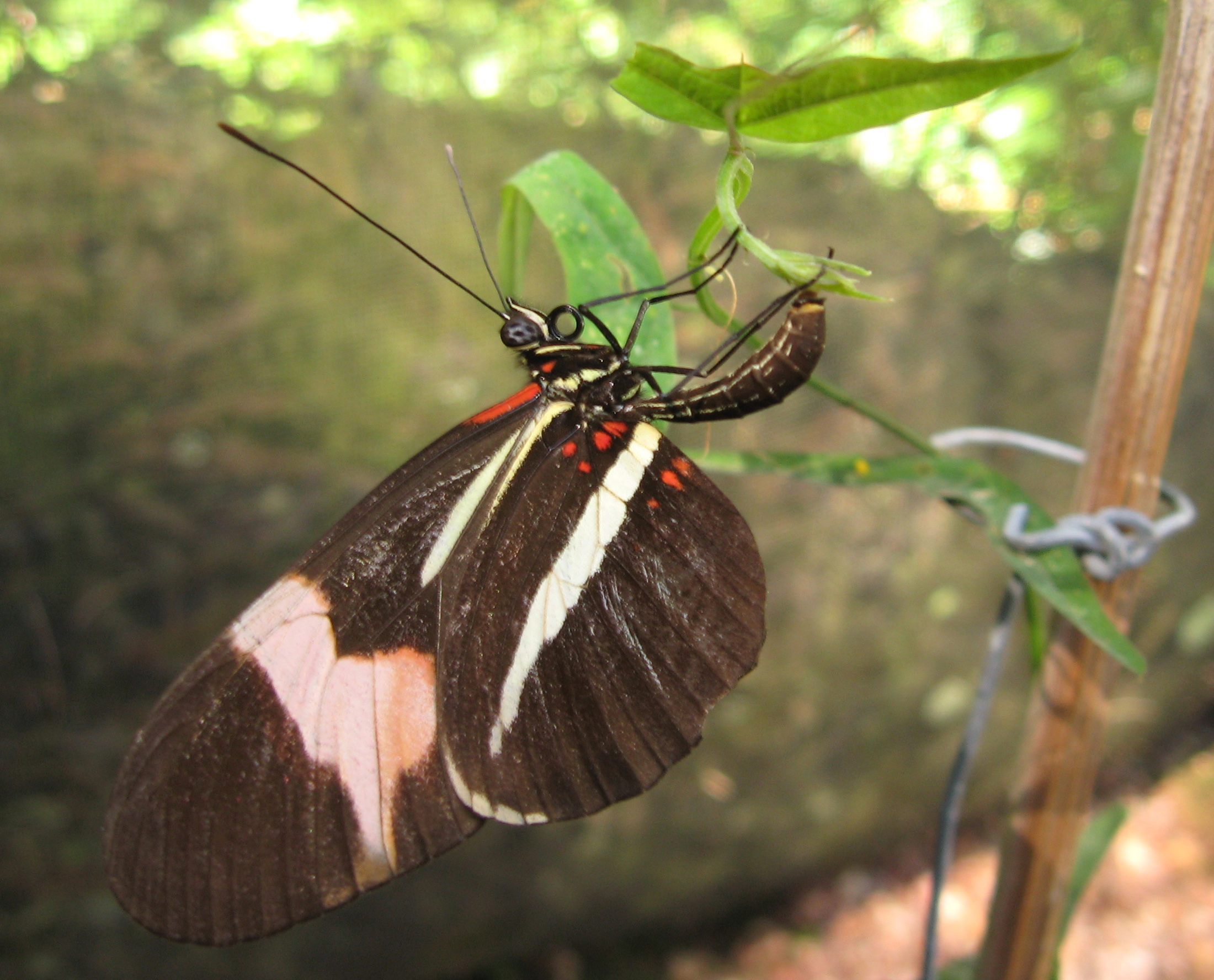
Peterakó nőstény
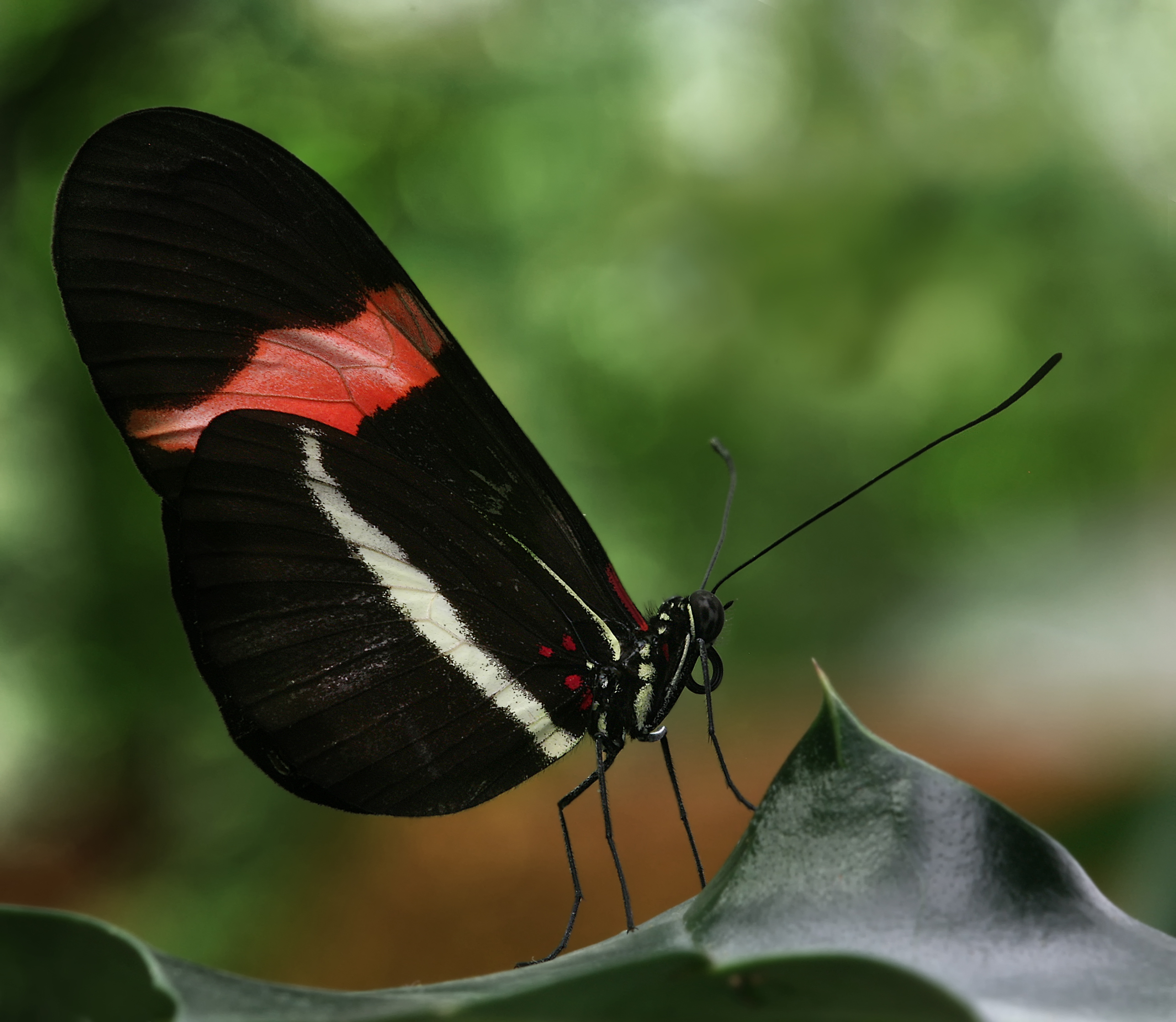
Különböző
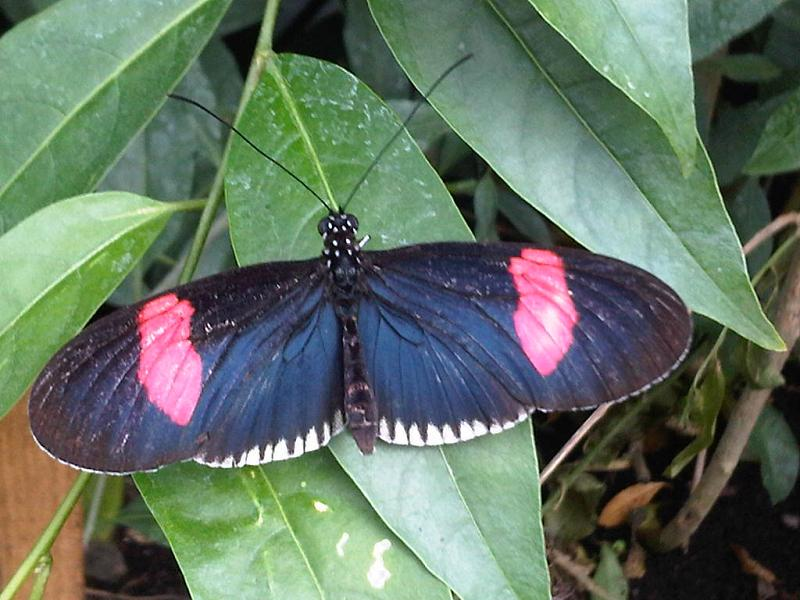
alfajok
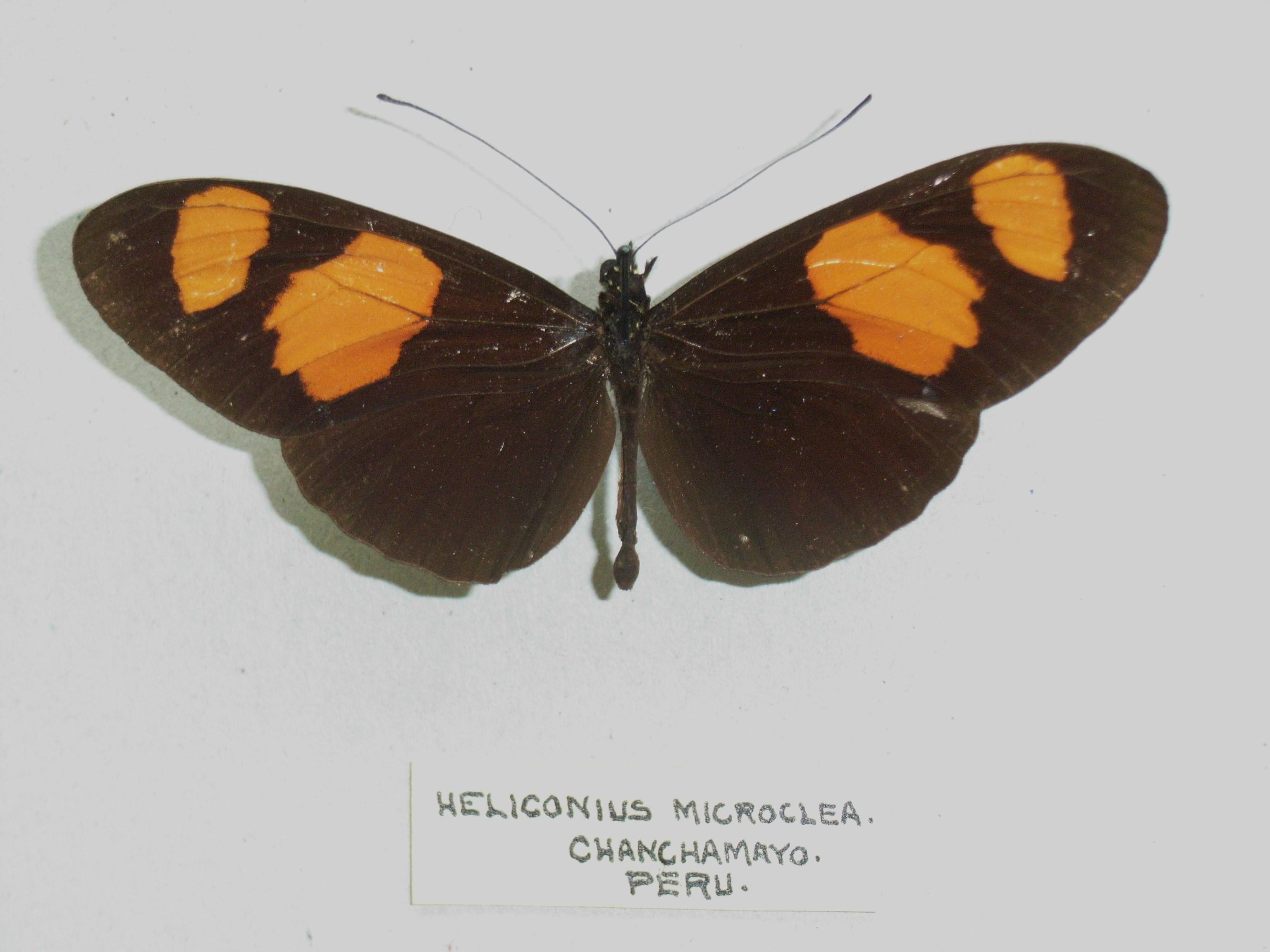
és
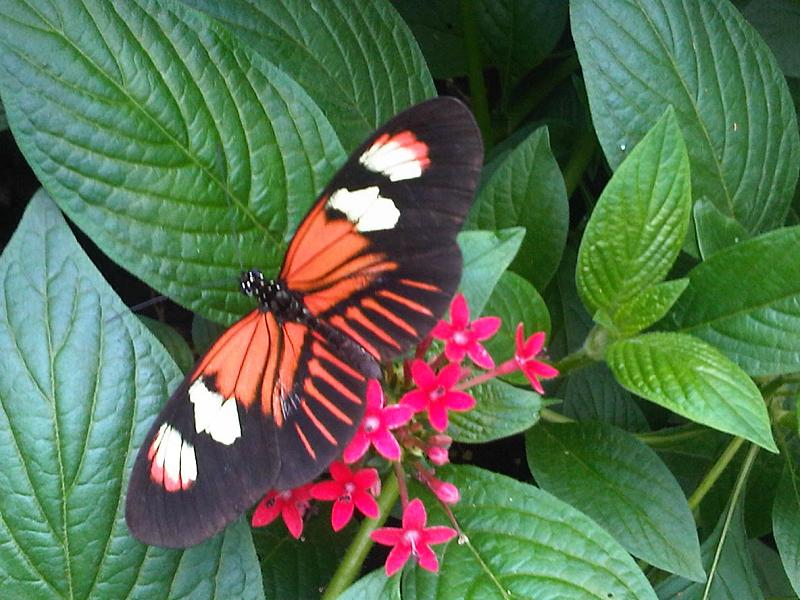
színváltozatok

## Fordítás
- Ez a szócikk részben vagy egészben  a   Heliconius erato című angol Wikipédia-szócikk ezen változatának fordításán alapul.  Az eredeti cikk szerkesztőit annak laptörténete sorolja fel. Ez a jelzés csupán a megfogalmazás eredetét és a szerzői jogokat jelzi, nem szolgál a cikkben szereplő információk forrásmegjelöléseként.